# Hunald II
Hunald II (769) est un prince d'Aquitaine et duc de Vasconie qui tente de se soulever contre les Francs de Charlemagne. Sa défaite sonne le glas de 108 ans d'indépendance de l'Aquitaine et de la Vasconie (660).

## Présentation
Probable fils de Waïfre, il continue sa politique en s'opposant au roi des Francs, Charlemagne lors d'une révolte menée en 769.
À la suite de l'avancée de Charlemagne, Hunald se réfugie en Vasconie auprès du duc de Vasconie Loup, qui est menacé d'invasion par Charlemagne qui construit alors la forteresse de Fronsac.
Loup II de Vasconie se soumet à Charlemagne et lui livre Hunald II et sa femme.
Il n'y a pas d'information exacte sur sa mort. Il est possible qu'il eût des descendants en Bourgogne.

## Source
- (it) Cet article est partiellement ou en totalité issu de l’article de Wikipédia en italien intitulé « Hunaldo II d'Aquitania » (voir la liste des auteurs).